# 馬克·布蘭特利
馬克·布蘭特利（英語：Mark Brantley，1969年1月11日—）是一名聖克里斯多福及尼維斯政治人物，前任聖克里斯多福及尼維斯外交部長以及聯邦內的尼維斯島現任總理。布蘭特利在踏入政壇前是一位專長跨國訴訟的執業律師。